# جون بيتي (فنان قصص مصورة)
جون بيتي (بالإنجليزية: John Beatty)‏ هو فنان قصص مصورة أمريكي، ولد في 6 مايو 1961 في ويتسبورغ في الولايات المتحدة.

## وصلات خارجية
- الموقع الرسمي